# Émile Martin
Pour les articles homonymes, voir Martin.
Émile Martin, né le 20 juillet 1794 à Soissons (Aisne) et décédé le 23 juillet 1871 à Rions (Gironde), est un ingénieur et industriel français, député de la Nièvre. Fils de Pierre-Dominique Martin, il est le père de Pierre-Émile Martin.

## Biographie
Entré à l'École polytechnique en 1812, il est admis en 1814 à l'École d'artillerie de Metz et sert de 1816 à 1820 dans l'artillerie à La Fère (Aisne). Émile Martin épouse en 1820 Constance Dufaud (1799-1875) fille de Georges Dufaud (1777-1852), directeur associé des Forges de Fourchambault. En 1823, il crée la fonderie de fer et de cuivre « Émile Martin et Cie » à côté des Forges de Fourchambault. Entre 1829 et 1831, il installe une fonderie et des laminoirs à Firmi, en Aveyron, à la demande du duc Decazes (1780-1860).
Il entreprend avec son fils Pierre-Émile Martin (1824-1915) des recherches sur la fabrication de l'acier qui déboucheront le 23 avril 1863 sur la première coulée de ce que l'on appelle aujourd'hui l'« acier Martin ».
Il produit à Fourchambault avec 250 ouvriers, 160 000 kg par an de fer en verges, utilisés ensuite dans l'industrie et en particulier pour la fabrication de canons et armements. Il contribue à la réalisation du pont du Carrousel à Paris et des ponts de Cubzac (Gironde), Nevers (Nièvre) et Tarascon (Bouches-du-Rhône).

## Les idées sociales d'Émile Martin
Émile Martin est nommé officier de la Légion d'honneur en 1846, Grand bourgeois, libéral et catholique, saint-simonien, il est élu député de la Nièvre en 1848 à l'Assemblée Constituante. Il est membre du comité des travaux publics et conserve son indépendance politique en votant avec la droite ou la gauche et en s'exprimant à plusieurs reprises contre les mesures réactionnaires des ministres de Louis-Philippe. Il présente :
- la Loi sur l'exemption de la contribution foncière et de l'impôt sur les portes et les fenêtres pendant 10 ans pour les logements ouvriers ;
- le rapport du 20 avril 1849 devant l'Assemblée sur : « les populations pauvres de Paris et la nécessité d'assainir les vieux quartiers » ;
- le programme social pour la candidature du député Émile Martin pour les élections de 1849.

Associé à Antoine-Louis Barye (1795-1875) dans le cadre de la société Barye et Compagnie, éditrice des sculptures en bronze de l'artiste de 1845 à 1857.

## Distinction
- Officier de la Légion d'honneur, le 27 avril 1846[4].

## Publications
- [1829] Du fer dans les ponts suspendus, Paris, Ed. Marcel-Antoine Carilian-Goeury (1785-1855) / imp. Prosper Dondey-Dupré (1794-1834), 1829, 22 p., 27 cm (OCLC 800540155, SUDOC 12601616X, lire en ligne).
- [1834] Nouveau procédé de fondage employé pour l'exécution d'un canon d'essai du calibre de 24, commandé par le ministre de la Guerre, Paris, impr. de Dezauche, février 1834, 7 p., in-4° (BNF 30894528).
- [1834] Note sur les procédés de fusion et les moyens d'ajustage des voussoirs de fonte de fer, qui composent les arches du pont du Carrousel, Paris, impr. de Dezauche, 1834, 16 p., in-4° (BNF 30894525).
- [1841] Pont de Cubzac, dessins et description des piliers en fonte de fer, Paris, impr. de Schneider et Langrand, 1841, 15 p., in-fol (BNF 30894529, lire en ligne).
- [1867] Note sur l'industrie du fer, Paris, Ad. Lainé, 1867, 16 p., 24 cm (BNF 30894524, présentation en ligne).
- [1867] Nouveau procédé de fabrication de l'acier et du métal homogène. Brevets Pierre Martin, Paris, impr. de A. Lainé et J. Havard, 1867, VIII-71 p., in-8o (OCLC 1251325823, BNF 30894527, présentation en ligne, lire en ligne).
- [1869] Industrie du fer. Nouveaux procédés de fabrication de l'acier, Paris, Vve J. Renouard, 1869, 32 p., in-8o (BNF 30894523).

### Archives
- « Recherche sur la famille Martin » (1794-1877) [25 pièces]. Fonds : Martin (famille); Série : Émile Martin (1794-1871), Phaebe Kolganoff et Pierre-Émile Martin (1824-1915); Cote : 22 F XX. Nevers : Archives départementales de la Nièvre (lire en ligne).